# 4. Сарајевска лака пјешадијска бригада
4. Сарајевска лака пјешадијска бригада (Паљанска) је била пјешадијска јединица Војске Републике Српске, у саставу Сарајевско-романијског корпуса. 

## Историјат
Ова бригада је посљедња јединица која је формирана у СРК. До њезиног формирања 7. августа 1995. године дошло је усљед извлачења 1. рпбр из њезине зоне одговорности на унутрашњем прстену око Сарајева и упућивања на сјеверозападни дио сарајевског ратишта у рејон Нишићке висоравни. Наиме, послије значајнијих организацијско-формацијских промјена у СРК а самим тим и у прерасподјели зона одговорности, које су се догодиле крајем 1994. и почетком 1995. године, Прачански пјешадијски батаљон је 16. октобра 1994. године постао самостална јединица у оквиру СРК. Истога дана Требевићки пјешадијски батаљон припојен је 1. сарајевској механизованој бригади. Додавањем Требевићког пјешадијског батаљона 1. смбр она је постала прегломазна бригада, са зоном одговорности од Лапишнице (пут Сарајево-Пале), преко Требевића, Грбавице, Насеља старосједилаца, Добриње четири и Добриње један, источном границом сарајевског аеродрома, преко Кртења до ријеке Жељезнице и са једним комплетним пјешадијским батаљоном у рејону Трнова. С друге стране Прачански батаљон био је усамљен на источном дијелу ратишта оријентисан према Горажду; разапет између Рогатичке лпбр из Дринског корпуса и 11. пбр из Херцеговачког корпуса. Људство које је попуњавало ове пјешадијске батаљоне било је углавном мобилисано на територијалном принципу са простора општине Пале. Ова два батаљона нису имала физичку везу, и дејствовали су у дивергентним правцима: Требевићки према Сарајеву, а Прачански према Горажду. Иако није било много заједничких елемената за овакво груписање јединица Команда СРК одлучила се на овај корак с намјером да повећа бројност својих јединица. Борбена дејства која су водили ови пјешадијски батаљони описана су у обради других јединица у чијем саставу су се налазили, а 4. слпбр од свог оснивања па до краја рата није изводила нека значајнија борбена дејства. Командно мјесто 4. сарајевске лаке пјешадијске бригаде било је у згради МУП-а у Палама. Командант бригаде био је мајор Стеван Вељовић. За вријеме свог кратког постојања 4. сарајевска лака пјешадијска бригада имала је три погинула борца.